# 1447 az irodalomban
Az 1447. év az irodalomban.

## Születések
- február 4. – Ludovico Lazzarelli itáliai költő, filozófus († 1500)
- 1447 – Philippe de Commines francia nyelvű flamand krónikás, emlékiratíró († 1511)